# Sankt Georgs katedral, Hama
Sankt Georgs katedral (arabiska: كاتدرائية القديس جاورجيوس) är en grekisk-ortodox katedral belägen i staden Hama i västra Syrien.
Kyrkan är helgad åt den romerske martyren, soldaten och helgonet Sankt Göran. Den tillhör ärkestiftet Hama i Antiokias grekisk-ortodoxa kyrka.